# Тер-Маркарян, Арутюн Мкртчян
Арутюн Мкртчян (Артём Никитович) Тер-Маркарян — советский хозяйственный, государственный и политический деятель.

## Биография
Родился в 1903 году в Тифлисе. Член КПСС.
С 1927 года — на хозяйственной, общественной и политической работе. В 1927—1967 гг. — инженер-конструктор, начальник конструкторского отдела, начальник производства, главный инженер авиационного завода № 22 в Москве, директор Комсомольского-на-Амуре авиационного завода, главный инженер Саратовского и Новосибирского авиационных заводов, начальник главного управления Министерство авиационной промышленности СССР, заместитель начальника отдела в Госплане СССР.
Лауреат Сталинской премии (1946, 1950).
Умер в Москве в 1990 году.